# Metallool

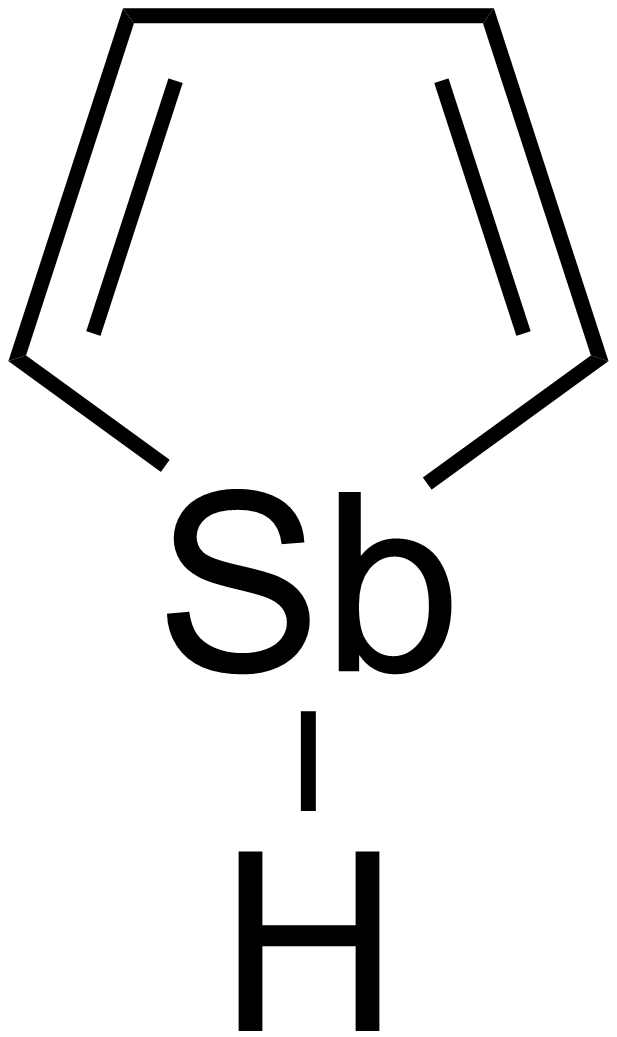
Structuurformule van stibool, waarbij antimoon de plaats van het verzadigde koolstofatoom inneemt.

Een metallool is een derivaat van cyclopentadieen waarin het verzadigde koolstofatoom is vervangen door een anorganisch element (meestal een transitiemetaal of metalloïde). Ze kunnen gezien worden als de structurele analoog van pyrrool. De meestal metallolen zijn fluorescerend en worden in die context gebruikt in organische lichtemitterende diodes.
Een aantal van de metallolen kan als organische metaalverbinding beschreven worden, maar zoals uit de lijst voorbeelden blijkt treden er ook een aantal metalloïden op als heteroatoom.

## Lijst van metallolen
- Arsool
- Bismool
- Borool
- Gallool
- Germool
- Plumbool
- Selenofeen
- Silool
- Stannool
- Stibool
- Tellurofeen